# Productions de Marco Polo
Cet article présente la liste des productions musicales réalisées par Marco Polo.

## 2002
- Shylow : Moment of Clarity
  - The Greatest

- Syntifik : Trickin' / The Arrival / Think About It
  - Think About It

## 2004
- Block McCloud : No You Won't / Masters Degree
  - No You Won't (featuring O.D.)

- Masta Ace : A Long Hot Summer
  - Do It Man (featuring Big Noyd)

## 2005
- Pumpkinhead : Orange Moon Over Brooklyn
  - Alkaline 'N' Acid (featuring Raiden)
  - Authentic (featuring D.V. Alias Khrist)
  - I Just Wanna Rhyme
  - Trifactor (featuring Supastition et Wordsworth)
  - Grenades (featuring Immortal Technique)
  - DP One Interlude
  - Rock On
  - Anything (featuring Alexander « Evoke » Bermudez)
  - Swordfish (featuring Archrival)
  - Emcee
  - Jukebox
  - The Best
  - Here (featuring Liv L'Raynge)
  - Anthem for the End of the World (featuring Chas et Jean Grae)

- Rasco : The Dick Swanson Theory
  - What Happened to the Game
  - Situations

- Supernatural : S.P.I.T. - Spiritual Poetry Ignites Thought
  - Not That Way

- Supernatural : Altitude / 1-2 Punch
  - Altitude (featuring Nonameko)

- Marco Polo Presents Wordsworth : My Rights / Situations / I Just Wanna Rhyme

## 2006
- Block McCloud : Spittin' Image
  - The Dues (featuring Jean Grae)
  - All a Game (featuring Jean Grae)
  - No You Won't (featuring O.D.)

- Boot Camp Clik : The Last Stand
  - Yeah
  - Hate All You Want
  - He Gave His Life (featuring Jahdan)

- Boot Camp Clik : Yeah / Trading Places / Let's Go
  - Yeah

- Breakdown : Social Studies
  - Perpetratin'
  - My Man

- Sadat X : Black October
  - If You (featuring Big Meg, Eddie Cheeba, Tommy Gibbs et Tray Bag)

## 2007
- Compilation artistes divers : UGHHXCLUSIVE V2
  - How I Get Down (Marco Polo Remix) (Skoob)

- Compilation artistes divers : Juice CD Volume 74
  - The Radar (Marco Polo featuring Large Professor)

- Black Attack / Butta Verses : Black Man / Jones in Ya Bones
  - Jones in Ya Bones

- Boot Camp Clik : Casualties of War
  - My World
  - I Want Mine

- Braille : The IV
  - The IV

- Copywrite : The Worst of the Best of Copywrite
  - Get Busy

- Critical Madness : Meal Tickets Pt.1 / Empirical
  - Empirical

- Ghemon : Qualcosa Cambiera' Mixtape
  - Sulle Batterie 3

- Grand Daddy I.U. : Stick to the Script 
  - Da Veteran

- J-Live : Reveal the Secret EP
  - Practice (Spaghetti Bender Mix)

- Order : Disorderly Conduct
  - Yessa Yessa (Extended Version) (Lounge Lo)

- Marco Polo : Port Authority

- Marco Polo : Newport Authority

- Marco Polo : War

- Marco Polo : The Radar

- Special Teamz : Stereotypez
  - One Call

- Supastition : Leave of Absence EP
  - Worst Enemy

- Supastition : Guest of Honor
  - Good Music

## 2008
- 9thuno : Unassociated Press
  - Sleep

- Brooklyn Academy : Bored of Education
  - The Growler

- Butta Verses : Reality BV
  - Not Fun

- Cold Heat : Why You Wanna Do That / Put Ya Self in My Place / Listen Up / Jakin' Our Slang
  - Listen Up (featuring O.C.)

- DJ K.O. : Picture This... 
  - Best to Do It (featuring Elzhi, Royce da 5'9" et Supastition)

- DJ Revolution : King of the Decks
  - Casualties of Tour (featuring Rakaa Iriscience)

- E.M.C. : The Show
  - Once More

- Heltah Skeltah : D.I.R.T. (Da Incredible Rap Team)
  - Insane

- Large Pro : Main Source
  - Hardcore Hip Hop

- Pumpkinhead : Picture That (The Negative)
  - Relax Remix (featuring J*Davey)

- Reef The Lost Cauze : A Vicious Cycle
  - I Wonder

- Torae : Allow Me to Reintroduce Myself
  - Good God

- Torae : Daily Conversation
  - Casualty

- Verbal Kent : Fist Shaking
  - Users and Pushers
  - Snakes on a Stage

- Wordsworth : For People Without Turntables Vol. 4
  - The Wrong One

## 2009
- Compilation artistes divers : Juice CD Volume 97
  - But Wait (Marco Polo et Torae)

- Compilation artistes divers : Change the Station!
  - Wordplay (Torae)

- Bekay : Hunger Pains
  - Pipe Dreams (featuring R.A. the Rugged Man)

- DJ Whoo Kid Presents the Shadyville DJ's : King & The Cauze
  - I Wonder

- Kam Moye : Splitting Image
  - Forever Fresh

- KRS-One & Buckshot : Survival Skills
  - Oh Really (featuring Talib Kweli)

- Marco Polo & Torae : Double Barrel

- Marco Polo & Torae : Double Barrel / Hold Up / Combat Drills

- Kenn Starr : It's Still Real...
  - Low Budget All Stars (featuring Cy Young, Kaimbr, Kev Brown et Oddisee)

## 2010
- Compilation artistes divers : Juice CD Volume 105
  - Nobody (Marco Polo et Ruste Juxx)

- Compilation artistes divers : Juice CD Volume 107
  - Who I Be (Marco Polo Remix) (Diamond District)

- PackFM : I Fucking Hate Rappers
  - Tough Talk (featuring Poison Pen)

- Marco Polo : The Stupendous Adventures of Marco Polo

- Marco Polo & Ruste Juxx : The eXXecution

- Verbal Kent : Save Your Friends
  - Monolouge

## 2011
- Brown Bag AllStars : Brown Bag Season Vol. 1
  - The Agenda (Marco Polo Remix)

- DJ Revolution Presents Malcom & Martin : Life Doesn't Frighten Me
  - Movement Music

- D-Stroy : More Than Beats & Rhymes
  - Bugging Out

- J-Live : S.P.T.A. (Said Person of That Ability)
  - The Authentic
  - Pronounced Spitta

- Talib Kweli : Gutter Rainbows
  - Palookas (featuring Sean Price)

- Pharoahe Monch : W.A.R. (We Are Renegades)
  - W.A.R. (featuring Immortal Technique et Vernon Reid)

- Neek the Exotic & Large Professor : Still on the Hustle
  - Hip Hop
  - My Own Line

- Torae : For the Record
  - You Ready

- Verbal Kent : Save Yourself
  - My City (featuring Edo. G et Sadat X)

## 2012
- 4th Pyramid : The Pyramid Scheme
  - Feel It in My Bones

- Copywrite : God Save the King
  - Opium Prodigies (featuring Illogic)

- King Magnetic : Everything's a Gamble Vol. 3
  - Who You?

- Koncept : Awaken
  - Watch the Sky Fall (Royce da 5'9")

- Large Professor : Professor @ Large
  - Professor @ Large

- Mhz : Mhz Legacy
  - Obituaries

- Vinnie Paz : God of the Serengeti
  - Crime Library (featuring Blaq Poet)

- Marco Polo Presents Ghemon Gilmar & Bassi Maestro : Per La Mia Gente (For My People)

- Solo For Dolo : Self Titled
  - Quarter Water Kids

## 2013
- Compilation artistes divers : Sour Stacks & Hustling Jacks the Green EP

- Demigodz : KILLmatic
  - Audi 5000

- Newsense : #FuckYourTwitter

- Marco Polo : Newport Authority 2

- Marco Polo : PA2: The Director's Cut

- Marco Polo : Back to Work / I Refuse

- Marco Polo : Rare Instrumentals Vol. 1

- R.A. the Rugged Man : Legends Never Die
  - Shoot Me in the Head

- Hannibal Stax & Marco Polo : Seize the Day

- Supastition : The Blackboard EP
  - Yada Yada

## 2014
- Rah Digga : Storm Comin (featuring Chuck D)

- D.I.T.C. : The Remix Project
  - Way of Life (Marco Polo Remix)

- First Division : The Critical Path Pt. 1
  - Intro
  - Life & Death
  - The Trade (featuring Torae)
  - Bottom Line
  - Take Your Time (featuring DV Alias Khryst, Grand Daddy I.U. et Ed O.G.)

- O.S.T.R. & Marco Polo featuring Cadillac Dale : Side Effects

## 2015
- Verbal Kent : Anesthesia
  - Wilkes Booth (featuring Skyzoo)
  - Is This My Life